# Rio Mlazi
Rio Mlazi é um rio da África do Sul.